# 望遠鏡技術年表
望遠鏡技術年表 

## 西元前
- 西元前2560年–860年：埃及的工匠拋光水晶、半寶石和晚期用玻璃為木乃伊和雕塑製作惟妙惟肖的眼睛。似乎意圖產生一種幻覺[1][2][3]。
- 西元前470年–390年：中國的哲學家墨子寫出使用凹面鏡可以聚集陽光[來源請求]。
- 西元前424 年：阿里斯托芬透鏡是裝滿水的玻璃球 (塞尼加說：不論多小或多暗的字都可以用它來閱讀。) [4]。
- 西元前3世紀：歐基里德是第一位寫下光線的直線傳播、折射、反射和註解。[5]。

## 第一千禧年
- 西元2世紀：托勒密 (在他的著作光學)寫出光的特性包括：反射、折射和顏色。
- 西元984年：伊本·塞赫完成一篇論文燃燒的面鏡和透鏡，描述平凸和雙凸透鏡、拋物面和橢圓面鏡[6][7]

## 第二千禧年
- 西元1011年–1021年：伊本·海賽姆 (也以哈桑或海桑為人所知) 著作了Kitab al-Manazir (光學之書) [8]。
- 12世紀：伊本·海賽姆的光學之書被翻譯為拉丁文傳入歐洲[9]。

### 13世紀
- 西元1230年–1235年：羅伯特·格羅斯泰斯特描述光的應用：在他的著作De Iride提到， "...將小物體放在一個距離上會出現我們所期望的任何大小，在這個令人難以置信的距離上有可能閱讀最小的字母..." ("Haec namque pars Perspectivae perfecte cognita ostendit nobis modum, quo res longissime distantes faciamus apparere propinquissime positas et quo res magnas propinquas faciamus apparere brevissimas et quo res longe positas parvas faciamus apparere quantum volumus magnas, ita ut possible sit nobis ex incredibili distantia litteras minimas legere, aut arenam, aut granum, aut gramina, aut quaevis minuta numerare.")[10]
- 西元1266 — 羅吉爾·培根在他的論文Opus Majus中提到透明物件有放大的功能。
- 大約西元1270年：Witelo撰寫的伊比利亞 — "光學"收錄了許多Kitab al-Manazir的內容[11]。
- 西元1285年–1300年：眼鏡被發明[12]。

### 16世紀
- 西元1520年–1559年：英國數學家和測量員 萊昂納德·迪吉斯可能發明了折射和反射望遠鏡 [13][14]。
- 西元1570年代：土耳其的天文學家和工程師Taqi al-Din似乎在他的著作瞳孔的視覺之光和景觀真實之光敘述了望遠鏡的基本原理。他還說在較早的論文中以解釋的方式，說明這種儀器的製造和使用，這表明他在1574年這段時間之前就發明了[來源請求]。
- 西元1586年：早在1586年之前，詹巴蒂斯塔·德拉·波爾塔他在一封信中的一段敘述似乎是在描述望遠鏡，他在信中寫道：,"...眼鏡可以辨識出數里外的人"[15]。德拉·波爾塔稍後告訴伽利略，當時他認為望遠鏡的想法並不重要[16]。

### 17世紀
- 西元1608年：漢斯·立浦喜，荷蘭的眼鏡師傅，適用於專利設計的望遠鏡。在同一時期，也有一些其他人，像是雅各·梅修和紮哈里斯·傑森做出同樣的聲明。

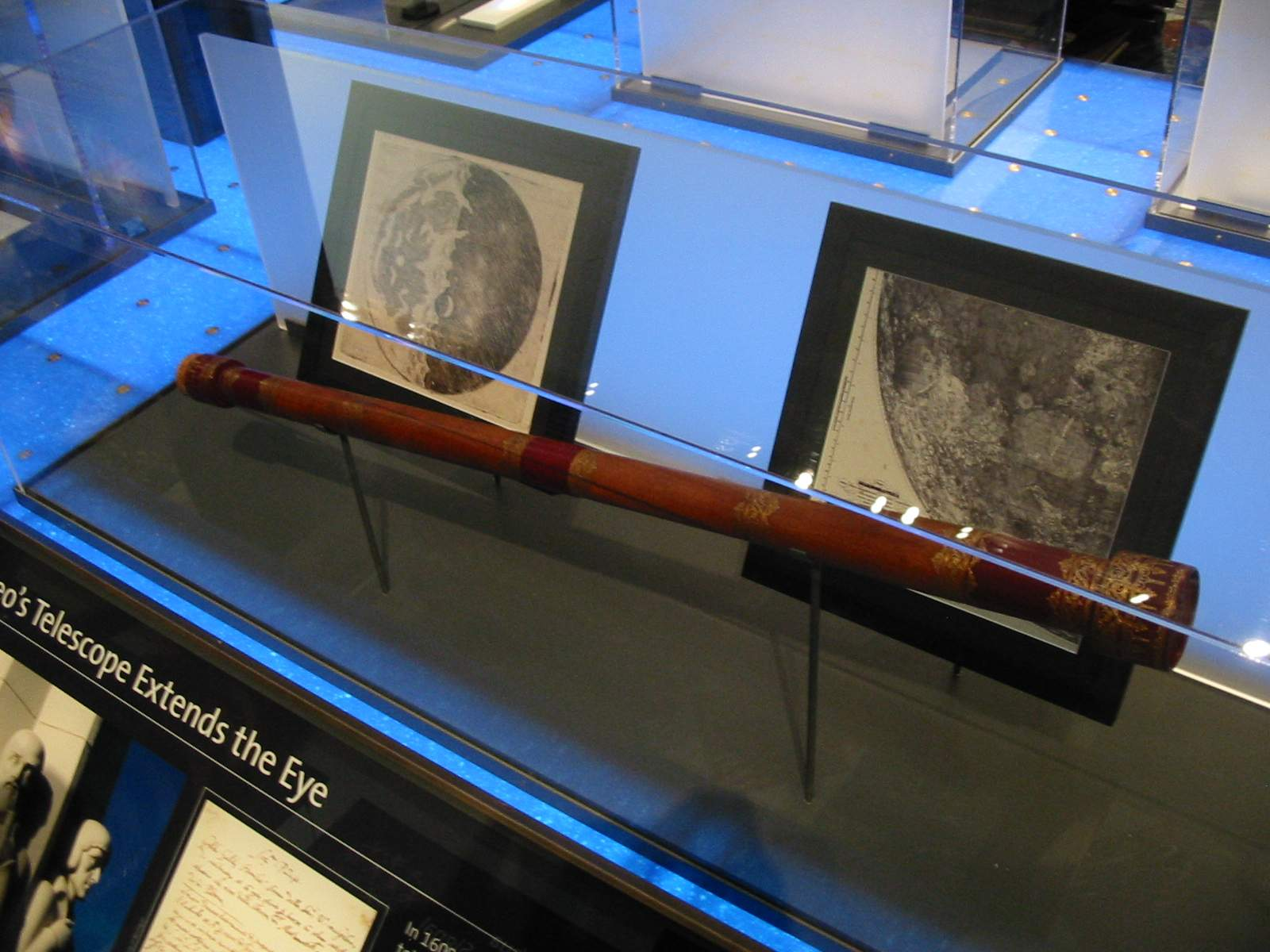
一個伽利略望遠鏡的複製品。

- 西元1609年：伽利略改良立浦喜的版本製做出自己的望遠鏡，最初他稱之為perspicillum，然後以拉丁文稱之為telescopium，義大利文稱為telescopio (均為望遠鏡之意)。使用一個凸透鏡和凹透鏡組合的望遠鏡常常被稱為伽利略鏡。
- 1611 — 克卜勒描述光學鏡片 (參見他的書籍：Astronomiae Pars Optica and Dioptrice)，包括一種新式的由二個凸透鏡構成的天文望遠鏡 (克卜勒式望遠鏡)。
- 1616年：尼科洛·從實驗用青銅製造凹面鏡，企圖製造反射望遠鏡。
- 1630年：克里斯托夫·沙依納製造克卜勒設計的望遠鏡。
- 1650年：克里斯蒂安·惠更斯做出他設計的複合目鏡。
- 1663年：蘇格蘭的數學家詹姆斯·葛利格里設計出主鏡為拋物面，副鏡為橢球面的反射望遠鏡。但是當時的技術無法製造，直到10年後才由羅伯特·胡克製造出模型。這種設計被稱為格里鏡。

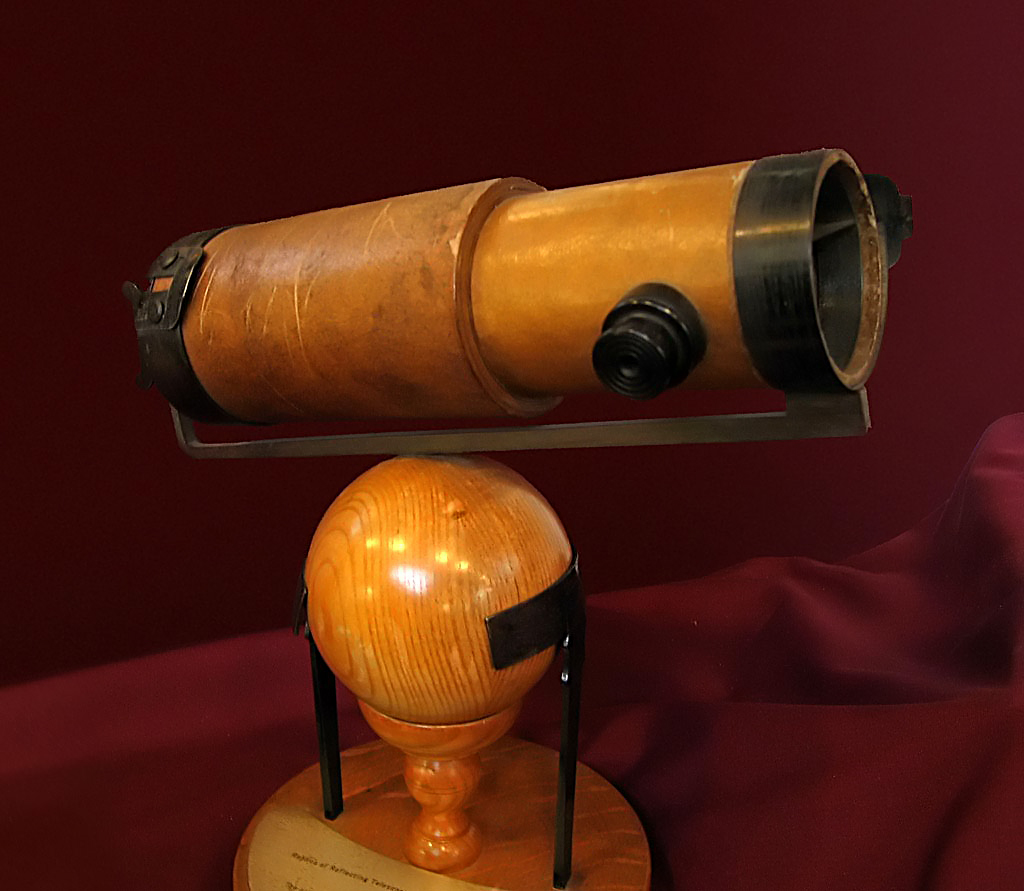
一架1672年艾薩克·牛頓的反射鏡複製品。

- 1668年：— 艾薩克·牛頓製造出第一架主鏡是球面鏡，副鏡是平面直角鏡的反射望遠鏡。這種設計被稱為牛頓望遠鏡。
- 1672年：洛冉·卡塞格林，製造出主鏡為拋物面，副鏡為雙曲面的反射望遠鏡。這種設計被稱為卡塞格林鏡，迄2006年仍有天文台使用這種望遠鏡。
- 1674年：羅伯特·胡克依據葛利格里的設計製造出反射望遠鏡。
- 1684年：克里斯蒂安·惠更斯發表他的"Astroscopia Compendiaria"，在其中他描述了非常長的架空望遠鏡。

### 18世紀
- 1720年：約翰·哈德利發展出一種方法可以將非球面形結構的球面鏡至造成非常精確的拋物面鏡，可以製造更好的葛利格里望遠鏡[17][18]。
- 1721年：約翰·哈德利的實驗忽視牛頓設計的望遠鏡，在皇家學會展示6英吋的拋物面鏡 [19]。
- 1730年代：詹姆斯·秀特成功的製造出一架葛利格里設計的規格，真正由拋物面主鏡和橢球面副鏡組合的反射望遠鏡[18]
- 1733年：切斯特·穆爾·霍爾發明消色差透鏡。
- 1758年：約翰·杜蘭再發明和獲得消色差透鏡的專利權。
- 1783年：傑西·冉士登發明了以他的名字命名的冉士登目鏡。

### 19世紀
- 1849年：卡爾·克耳納設計和製造出第一個消色差目鏡，發表在他的論文"Das orthoskopische Ocular"中。
- 1857年：萊昂·傅科介紹銀沉積的過程，可以在望遠鏡的玻璃上形成銀的沉積層，提高望遠鏡的反射率。
- 1860年：喬治·西蒙·普羅索生產以他的名字為名的普羅索目鏡。
- 1880年：恩斯特·阿貝設計出第一個無畸變目鏡 (不管如何說，克耳納的只是消色差，而沒有消除畸變)。
- 1897年：葉凱士天文台建造實際上最大的40英吋 (101.6公分) 折射望遠鏡。
- 1900年：世界最大的折射望遠鏡，1900年巴黎博覽會大望遠鏡，口徑為49.2英吋 (1.25公尺) 在1900年世界博覽會暫時展出。

### 20世紀
- 1910年代：喬治·威利斯·里奇和亨利·克萊琴共同發明里奇-克萊琴望遠鏡。如果不是最多的大望遠鏡，也是最多人使用的。
- 1930年：伯恩哈德·施密特發明施密特攝星儀[20]。
- 1932年：約翰·多諾萬·斯特朗第一次使用真空蒸鍍鋁塗層面鏡的望遠鏡，鍍鋁的面鏡可以持續更久與更耐用[21]
- 1944年：蘇聯光學家德密特利·馬克蘇托夫發明馬克蘇托夫望遠鏡。
- 1967年：第一架微中子望遠鏡在非洲啟用。
- 1970年：第一個太空天文台，烏呼魯衛星，發射，也是第一個X射線望遠鏡。
- 1975年：BTA-6是第一個使用經緯儀架台的主要望遠鏡，他的機械較為簡單，但是需要電腦操作才能精確的指向目標。
- 1990年：2.4米的哈伯太空望遠鏡升空，但是發現主鏡有缺陷。

## 21世紀
- 2008年：马克斯·泰格马克和马蒂亚斯·萨尔达里亚加創造快傅立葉轉換望遠鏡（英语：Fast Fourier Transform Telescope）。
- 2014年：詹姆斯·韋伯望遠鏡將由NASA發射升空[22]。

## 註解
1. ↑  Enoch J. . Hindsight. April 2000, 31 (2): 9–17. PMID 11624467.
2. ↑   (PDF).   [2011-06-17]. （原始内容存档 (PDF)于2016-03-03）.
3. ↑  .   [2011-06-17]. （原始内容存档于2015-10-02）.
4. ↑  King 2003，第25頁
5. ↑  King 2003，第26頁
6. ↑  
Rashed, Roshdi. . Isis. September 1990, 81 (3): 464–491. JSTOR 233423. doi:10.1086/355456.
7. ↑  Elizabeth, Hazel. . Tareq Rajab Museum, Kuwait.   [2007-10-10]. （原始内容存档于2007-05-04）.
8. ↑  For extensive references, see the Book of Optics article.
9. ↑  Kriss, Timothy C.; Kriss, Vesna Martich. . Neurosurgery. April 1998, 42 (4): 899–907. PMID 9574655. doi:10.1097/00006123-199804000-00116.
10. ↑  
.   [2007-03-28]. （原始内容存档于2007-06-27）.
11. ↑  For references, see the Witelo article.
12. ↑  King 2003
13. ↑  . 2002  [2007-03-15]. （原始内容存档于2008-03-27）.
14. ↑  Ronan, Colin A. M.Sc. F.R.A.S. . Journal of the British Astronomical Association (British Astronomical Association). 1991, 101 (6).
15. ↑  .   [2011-06-18]. （原始内容存档于2017-11-13）.
16. ↑  "Science and the Secrets of Nature" By William Eamon, Page 232
17. ↑  King 2003，第77頁
18. 1 2  .   [2011-06-19]. （原始内容存档于2021-02-25）.
19. ↑  .   [2011-06-19]. （原始内容存档于2012-02-17）.
20. ↑  . October 2002  [2007-03-28]. （原始内容存档于2007-03-24）.
21. ↑  nmt.edu — New Mexico Institute of Mining and Technology —  “Resurfacing the 100-英寸（2,500-） Telescope” by George Zamora 的存檔，存档日期2008-10-13.
22. ↑  . NASA.   [2011-06-19]. （原始内容存档于2020-05-15）.